# Nouveau pont de Saratov
Ne doit pas être confondu avec Pont de Saratov.
Le nouveau pont de Saratov est un pont en poutre situé dans la ville de Saratov, en Russie. Achevé en 2009, il permet la traversée de la Volga.

## Histoire
Le 16 décembre 2000, l'oblast de Saratov inaugurait la première travée d'un nouveau viaduc à 12,76 km au nord-est (donc en amont) du vieux pont de Pristannoïe. Il fait partie du nouveau contournement de Saratov et d’Engel. Il comprend l'ouvrage principal franchissant la Volga, long de 2,35 km, et plusieurs viaducs d'accès franchissant les bras secondaires du fleuve ainsi que les digues de canalisation. Sa longueur totale est ainsi de 12 760 m. Les piles et les remblais ont été prévus pour une autoroute à quatre voies, achevée au mois d’octobre 2009.